# 原田勇雅
原田 勇雅（はらだ ゆうや、1981年4月30日 - ）は、埼玉県熊谷市生まれの日本の声楽家、バリトン歌手である。二期会会員、日本声楽アカデミー会員、MUSICA SEIJI代表、ムジカルダ代表であり、熊谷少年少女合唱団の音楽監督を務める。博士（音楽・東京藝術大学・2022年）。埼玉純真短期大学客員教授。

## 来歴
熊谷市立熊谷西小学校、熊谷市立富士見中学校、埼玉県立熊谷高等学校を経て東京芸術大学音楽学部声楽科を卒業し、同大大学院音楽研究科を修了した。博士号取得（東京藝術大学・2022年）。声楽を大澤壯吉、高橋大海、渡邊明、直野資、甲斐栄次郎、Jドーナマン、Sミルンズ、Fカステッラーナ、Gカネッティ、Rコルテージ、Rフランチェスケットに、楽曲分析を小田嶋礼子、青島広志に師事した。
文化庁在外研修員としてイタリアに渡った。イタリア・国立パルマ音楽院に在籍し、『ジャンニ・スキッキ』ジャンニ・スキッキ役、『椿姫』ジョルジョ・ジェルモン役、『リゴレット』リゴレット役といった難易度の高い役柄を務め、音楽院の学位審査に定める30点満点を獲得し、イタリアでも高評価を得て、2014年に修了した。アメリカ、ドイツ等で研修を行い、IVAI主催によるオペラソリストオーディションに合格し、「ヴァージニア芸術祭」にソリストとして出演した。

## 受賞歴
- 1999年 - 第53回全日本学生音楽コンクール声楽部門（高校の部）東京大会入選[3]
- 2004年 - 第58回全日本学生音楽コンクール（大学・一般の部）第1位[3][5]
- 2004年 - 都築音楽賞[3]
- 2004年 - 日本放送協会賞[3]
- 2006年 - 大学院在籍中に熊谷市より顕彰された[3]。
- 2008年 - 第19回友愛ドイツ歌曲（リート）コンクール第3位、聴衆賞[6]
- ペリッツォーニ国際声楽コンクール第3位[いつ?]
- 2010年 - 第41回イタリア声楽コンコルソシエナ大賞[2]
- 2018年 - イタリア・モンテカティーニ国際声楽コンクール（オペラ部門）優勝
- 2019年 - 三菱地所賞

## 主な出演
文部科学省委託事業、文化庁事業舞台芸術の魅力発見事業等で主演した。イタリアではオリンピコ劇場のほか、作曲家ヴェルディの墓前（ヴェルディの家）でのコンサートに出演した。歌劇「リゴレット」リゴレット役でパルマ・サルソマッジョーレ新劇場やトスカーナ州などで主演したほか、「ヴェルディ・フェスティバル」特別コンサート（パルマ）にもソリストとして出演した。2019年には「モンテカティーニ・オペラ・フェスティバル」に歌劇「椿姫」ジェルモン役で出演した。
- 『ベートーヴェン物語』 - （2007年6月11日、石川県立音楽堂コンサートホール、オーケストラ・アンサンブル金沢）
- 『モーツァルト物語 〜神童モーツァルトとその作品』 - モーツァルト役（2009年7月25日、熊谷文化創造館 さくらめいと太陽のホール）
- 『愛と勇気の25周年記念 ファイアーエムブレム祭』 - ソリスト（2015年7月25日[7]）

## 作詞
- 『ふるさとに寄せる歌』 - 2015年に新熊谷市誕生10周年記念合唱曲として製作された楽曲。原田は作詞を担当しており、作曲は上田真樹。熊谷市内の小学校に上田と共に合唱指導を行うこともある[8]。